# Крутые ступени
«Крутые ступени» — советский художественный чёрно-белый драматический фильм 1957 года режиссёра Сигизмунда Навроцкого, снятый на Киевской киностудии им. А. П. Довженко.
Премьера состоялась 25 июля 1957 года.

## Сюжет
Фильм рассказывает о жизни и становлении личности Евгения Нарежного, который приезжает из Германии в Петербург и сталкивается с событиями революции 1905 года. В начале он проповедует идеи науки и отказывается от политических убеждений своей жены, борца за большевистскую идею. Однако Нарежный видит ужасы войны, сталкивается с предательством и теряет близких. Его жизненный путь приводит его к пересмотру своих взглядов и пониманию необходимости борьбы за свободу и справедливость. В итоге, благодаря событиям Октябрьской революции, Нарежный находит свою новую смысл жизни и начинает преподавать на кафедре Киевского политехникума, передавая свои знания и идеалы новому поколению студентов.

## Роли исполняют
- Владимир Дружников — Евгений Тарасович Нарежный
- Таисия Литвиненко — Елена Чернова
- Николай Тимофеев — Соколенко
- Константин Сорокин —  Барашко
- Михаил Астангов — Просков
- Раиса Есипова — тётя Лиза
- Вова Олевский — Вася
- Владимир Балашов — Семён Матвеевич Галаган
- Валерий Яковлев — граф Кутов
- Байба Индриксоне — Эмилия вон Рафке
- Григорий Шпигель — Рафке
- Георгий Бударов — Фукс
- Павел Шпрингфельд — Крюгер
- Алексей Бунин — управляющий
- Дмитрий Франько — Морозов
- Наталья Гицерот — жена Проскова
- Виктор Халатов — гардеробщик
- Павел Киянский — телеграфист
- Иван Кононенко-Козельский
- Юрий Лавров — преподаватель
- Варвара Мясникова — мать Евгения Нарежного
- Сергей Петров — Сергей Афанасьевич
- Волдемар Шварц — эпизодическая роль
- Вильма Варна — Эльза

## Съёмочная группа
- Авторы сценария: Виктор Золотаревский, Игорь Луковский
- Режиссёр-постановщик: Сигизмунд Навроцкий
- Операторы: Алексей Панкратьев, Алексей Прокопенко
- Художник: Алексей Бобровников
- Композитор: Оскар Сандлер
- Звукооператор: Рива Бисноватая
- Режиссёр: А. Бочаров
- Монтажёр: Л. Хит
- Художник по костюмам: Зинаида Корнеева
- Декорации: Александр Кудря
- Гримёр: М. Лосев
- Комбинированные съёмки:
  - Операторы: Михаил Карюков, Александр Пасухов
  - Художник: Георгий Лукашев
- Редактор: Александр Перегуда
- Дирижёр: Пётр Поляков
- Директор картины: Леонид Низгурецкий